# Theodor Hertzka
Pour les articles homonymes, voir Hertzka.
Theodor Hertzka, né le 13 juillet 1845 à Pest et mort le 22 octobre 1924  à Wiesbaden, est un économiste, écrivain et journaliste austro-hongrois.

## Biographie
Issu d'une famille juive conservatrice, Theodor Hertzka fait ses études dans sa ville natale de Pest, puis à l'université de Vienne et à l'université Loránd-Eötvös de Budapest. Ses études terminées, il revient à Vienne en 1872 pour entrer comme journaliste à la Neue Freie Presse où il est responsable de la rubrique économie.
En 1874, il fonde avec quelques amis l'association Gesellschaft österreichischer Volkswirte (Société des économistes autrichiens), puis s'en désolidarise pour fonder en 1879 le quotidien Wiener Allgemeine Zeitung, dont il est rédacteur en chef jusqu'en 1896. C'est à cette époque que naît son amitié avec Theodor Herzl, qui travaillait à cette époque à Paris pour la Neue Freie Presse.
Après la Première Guerre mondiale, il s'installe à Wiesbaden, où il demeure jusqu'à sa mort à l'âge de 79 ans.

## Théories économiques
Parallèlement à sa carrière de journaliste, Theodor Hertzka acquit une certaine renommée par ses propositions et théories économiques, qui furent toutefois jugées utopiques par ses contemporains. Dans son ouvrage Das Personenporto (Le transport des personnes), il proposait par exemple d'introduire dans les transports ferroviaires un tarif unique accessible au plus grand nombre.

## Terre-Libre(Freiland)
Paru en 1890, son roman Freiland, ein soziales Zukunftsbild (Terre-Libre. Une image sociale de l'avenir) décrit dans un style romanesque une utopie libérale fondée dans le Kenya actuel. Ce roman fit beaucoup d'adeptes, parmi lesquels Franz Oppenheimer, Gustav Lilienthal et son frère Otto Lilienthal. Dans de nombreux pays furent fondées des « Associations Terre-Libre » sur le modèle de l'utopie de Theodor Hertzka. Plusieurs projets, qui existent encore aujourd'hui comme la Obstbaugenossenschaft Eden fondée en 1893, furent largement inspirés du roman. Si la tentative de créer une société libérale identique à celle du roman dans le Kenya actuel en 1894 se solda par un échec, le roman fut en revanche un véritable succès de librairie, avec dix éditions successives jusqu'en 1896.
La suite du roman, parue en 1893 et intitulée Eine Reise nach Freiland (Un voyage à Terre-Libre), fut préfacée et traduite en français l'année suivante par Téodor de Wyzewa sous le titre Un voyage à Terre-Libre. Coup d'œil sur la société de l'avenir. L'auteur y explore, toujours sous forme de roman, plusieurs aspects de son utopie, notamment ceux liés au droit et à l'économie. Il écrit dans sa préface : « Tout d'abord, ce petit livre est un livre partisan dans le pire sens du terme. Sous couvert de divertissement et d'enseignement, cet ouvrage essaie de rallier le lecteur non pas à son opinion, mais à son action. »
Comme Theodor Hertzka avait bâti ses théories libérales sur le modèle du roman Cent ans après, ou l'An 2000 (l'œuvre a récemment été réédité chez Lux éditeur sous le titre C'était demain) de l'auteur américain Edward Bellamy, ses contemporains le dénommèrent le « Bellamy autrichien ».

## Choix de publications
- Die Mängel des österreichischen Aktiengesetzentwurfs (Les lacunes du projet de loi sur les actions), Vienne, 1875
- Währung und Handel (Monnaie et commerce), Vienne, 1876
- Die Gesetze der Handelspolitik (Les lois de la politique commerciale), Leipzig, 1880
- Die Gesetze der sozialen Entwickelung (Les lois de l'évolution sociale), Leipzig, 1886
- Das Personenporto (Le transport des personnes), Vienne, 1885
- Freiland. Ein sociales Zukunftsbild (Terre-Libre. Une image sociale de l'avenir), 1890
- Eine Reise nach Freiland (Un voyage à Terre-Libre), Leipzig, s. d. (vers 1893)